# Stadion Hafezije
Stadion Hafezije (perz. ورزشگاه حافظیه; Varzešgah-e Hafezije, dosl. Hafizov stadion) je višenamjenski stadion u iranskom gradu Širazu. Nalazi se oko 200 m jugozapadno od mauzoleja Perzijska književnostperzijskog pjesnika Hafiza. Stadion je projektirao iranski arhitekt Reza Mahabadi, a građen je od 1. ožujka 1945. do 2. veljače 1946. godine. Renoviran je 1972., 2009. i 2012. godine. Trenutačno se najviše rabi za nogometne susrete, a domaće je igralište nogometnim klubovima Barku i Fadžru Sepasiju. Stadion ima 22.000 sjedećih mjesta.